# Uttarakhand
Uttarakhand (Hindi उत्तराखण्ड Uttarākhanḍ [ʊttʌrɑːkʰʌɳɖ]), bis 31. Dezember 2006 Uttaranchal (Hindi उत्तरांचल Uttarāncal [ʊttʌrɑːnʧʌl]), ist ein indischer Bundesstaat mit einer Fläche von 53.483 Quadratkilometern und etwa 10,1 Millionen Einwohnern (Volkszählung 2011). Er wurde im Jahr 2000 nach einer vorangegangenen Massenbewegung (Uttarakhand-Bewegung), die in den 1990er Jahren ihren Höhepunkt erlebte, durch Abspaltung von Uttar Pradesh gegründet. Die Interims-Hauptstadt Uttarakhands ist Dehradun, die Amtssprache ist Hindi. Der Name Uttarakhand stammt aus dem Sanskrit und bedeutet ebenso wie der alte Name Uttaranchal „nördliche Gegend“.

## Geographie

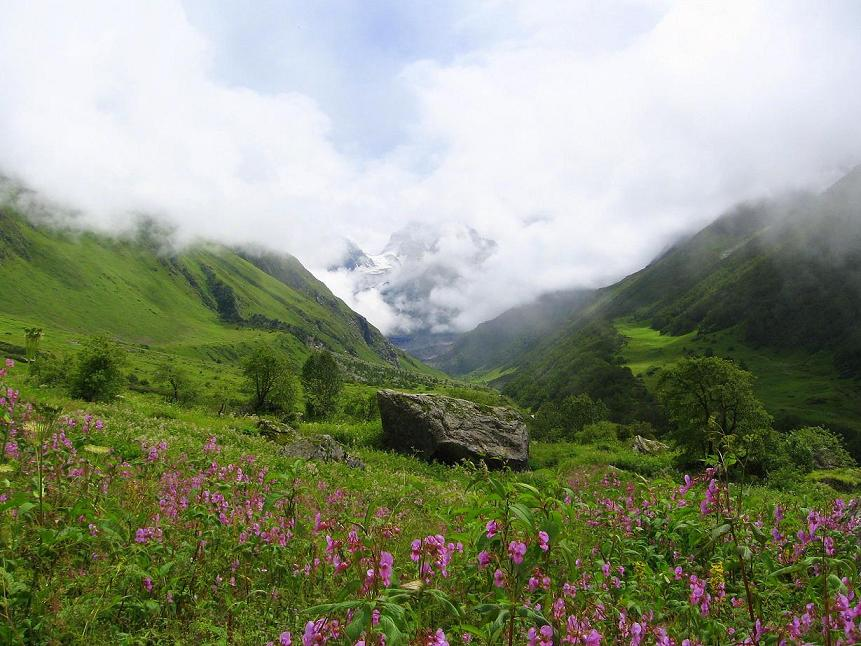
Der Valley-of-Flowers-Nationalpark in den Bergen Uttarakhands

Uttarakhand liegt im Himalaya im Norden Indiens. Nachbarbundesstaaten sind Uttar Pradesh im Süden und Himachal Pradesh im Nordwesten. Im Nordosten liegt die Grenze zu Tibet (Volksrepublik China), im Osten die zu Nepal. Mit einer Fläche von 53.484 Quadratkilometern ist Uttaranchal etwas größer als das deutsche Bundesland Niedersachsen.
Das Terrain Uttarakhands erstreckt sich von der Gangesebene im Süden über die Ausläufer des Himalaya bis ins Hochgebirge mit dem Nanda Devi (7816 m), dem höchsten vollständig auf seinem Territorium liegenden Berg Indiens. Der Bundesstaat Uttarakhand besteht aus den beiden Bergregionen Garhwal im Westen und Kumaon im Osten sowie aus einem schmalen Streifen der Gangesebene im Süden. In den Bergen Garhwals befinden sich die als heilig verehrten Quellen der beiden Flüsse Ganges und Yamuna.

## Bevölkerung

### Demografie

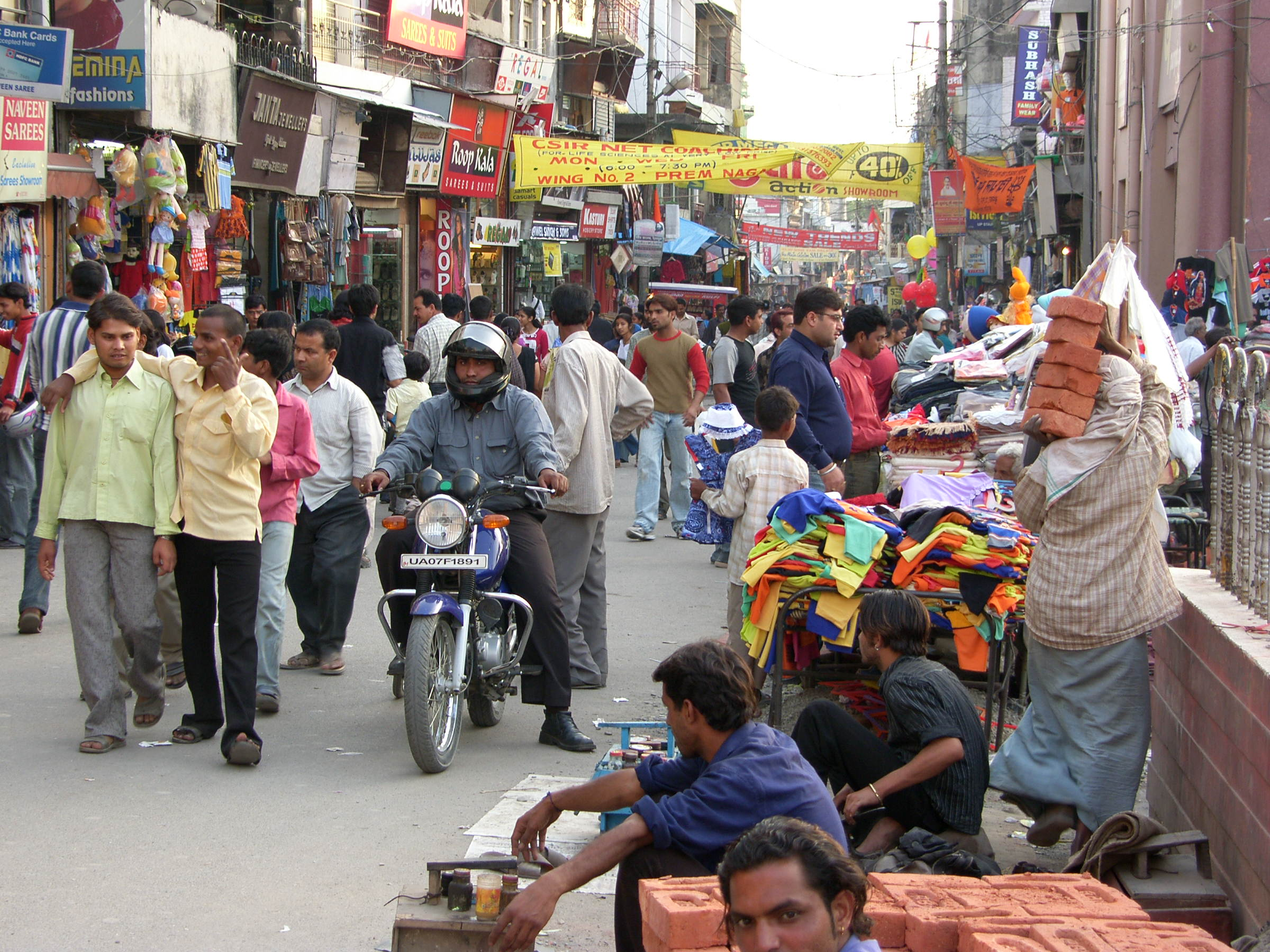
Straßenszene in Dehradun

Nach der indischen Volkszählung 2011 hat Uttarakhand 10.086.292 Einwohner. Gemessen an der Einwohnerzahl steht Uttarakhand an 20. Stelle unter den 29 Bundesstaaten Indiens. Zwischen 2001 und 2011 wuchs die Einwohnerzahl um 19 Prozent und damit wenig schneller als im Landesmittel (18 Prozent). Wegen des gebirgigen Terrains ist Uttarakhand recht dünn besiedelt: Die Bevölkerungsdichte beträgt mit 189 Einwohnern pro Quadratkilometer nur die Hälfte des gesamtindischen Durchschnitts von 382 Einwohnern pro Quadratkilometer. Die Bevölkerung ist dabei sehr ungleich verteilt: Während in dem in der Gangesebene gelegenen Distrikt Haridwar 801 Menschen auf einem Quadratkilometer leben, sind es im Hochgebirge im Distrikt Uttarkashi nur 41. Der größte Teil der Bevölkerung Uttarakhands lebt auf dem Land: Der Urbanisierungsgrad beträgt 30 Prozent und entspricht damit fast genau dem Landesdurchschnitt von 31 Prozent. Das Geschlechterverhältnis ist etwas weniger unausgeglichen als im Landesdurchschnitt: Auf 1000 Männer kommen in Uttarakhand 963 Frauen, während der entsprechende Wert für Gesamtindien 943 beträgt. Unter den 0- bis 6-jährigen liegt das Geschlechterverhältnis mit 890 aber unter dem indischen Durchschnitt von 919.
79 Prozent der Einwohner Uttarakhands können lesen und schreiben (Männer: 87 Prozent, Frauen: 70 Prozent). Die Alphabetisierungsrate liegt damit über dem indischen Durchschnitt von 73 Prozent.
In den Bergtälern des Nordens finden sich zahlreiche Mikrozivilisationen mit eigenen Sprachen und Kulturen. Die Religion der Hochgebirgsbewohner, die bis zur Schließung der Grenze mehr nach Tibet als nach Süden ausgerichtet waren, ist stark vom Buddhismus geprägt, enthält aber auch hinduistische Elemente. Im Mittelgebirge leben vor allem Angehörige der höheren Kasten der Brahmanen und Rajputen. In der Ebene haben sich nach der Unabhängigkeit Indiens 1947 Zuwanderer aus Bengalen und dem Panjab niedergelassen, denen es gelang, sich im Laufe der Jahre einiges an Grundbesitz anzueignen.

### Sprachen
Die Hauptsprache Uttarakhands ist Hindi, die verbreitetste Sprache Indiens. Die Bevölkerung des Bundesstaats ist sprachlich recht einheitlich. Es sprechen 8.992.114 Personen (89,15 % der Bevölkerung) Hindi-Sprachen und -Dialekte. Die meistgesprochene Hindi-Varietät ist Khari-Boli mit 4.373.951 Sprechern (43,37 % der Bevölkerung). Unter den Begriff Hindi fallen auch die Sprecher des Kumaoni (2011 2.011.286 Personen) und Garhwali (2011 2.322.406 Personen). Diese Regionalsprachen gehören zu einer Gruppe von im Himalaya-Gebiet verbreiteten Dialekten, die unter dem Begriff Pahari zusammengefasst werden. Sprachlich unterscheiden sich die Pahari-Dialekte hinreichend vom Standard-Hindi, um als eigene Sprachen klassifiziert werden zu können. Gleichwohl ist das Standard-Hindi Amts- und Bildungssprache in Uttarakhand und dient als Dachsprache für die Pahari-Dialekte. In offiziellen Statistiken werden die Pahari-Dialekte zum Hindi gezählt. Mit Jaunpuri gibt es eine weitere Hindi-Sprache mit mehr als 100.000 Muttersprachlern (135.698 Personen). Unter den Muslimen Uttarakhands ist teilweise Urdu, die muslimische Variante des Hindi, mit knapp 4,22 Prozent (425.752 Personen) verbreitet. All diese Sprachen und Dialekte zusammen stammen von der Ursprache Hindustani ab.
Zuwanderungsbedingt gibt es kleinere Zahlen von Sprechern anderer Sprachen wie Panjabi (263.310 Personen), Bengali (150.933 Personen) und Nepali (106.399 Personen). Englisch mit nur 1385 Muttersprachlern in Uttarakhand ist wie in ganz Indien als Verkehrs- und Bildungssprache verbreitet.

### Religionen
Unter den Einwohnern Uttarakhands stellen Hindus nach der Volkszählung 2011 mit 83 Prozent die große Mehrheit. Insbesondere die Bergregionen Uttarakhands sind fast rein hinduistisch. Im Flachland lebt daneben eine größere muslimische Minderheit. Insgesamt machen Muslime 14 Prozent der Bevölkerung des Bundesstaates aus. Daneben gibt es eine kleinere Minderheit von Sikhs (etwas über zwei Prozent), die sich vor allem auf den Distrikt Udham Singh Nagar konzentriert.

### Größte Agglomerationen
Anglisierte, veraltete oder nichtoffizielle Bezeichnungen stehen in Klammern. Die Einwohnerzahlen sind auf dem Stand der Volkszählung 2011.
|   | Stadt           | Einwohner |    | Stadt       | Einwohner |
| - | --------------- | --------- | -- | ----------- | --------- |
| 1 | Dehradun        | 706.124   | 6  | Kashipur    | 121.623   |
| 2 | Haridwar        | 310.796   | 7  | Rishikesh   | 102.469   |
| 3 | Rurki (Roorkee) | 238.422   | 8  | Pithoragarh | 56.044    |
| 4 | Haldwani        | 232.095   | 9  | Ramnagar    | 54.787    |
| 5 | Rudrapur        | 154.554   | 10 | Kichha      | 53.357    |

## Politik

### Politisches System
Die Legislative des Bundesstaates Uttarakhand besteht aus einem Einkammernparlament, der Uttarakhand Legislative Assembly (उत्तराखण्ड विधानसभा Uttarākhand Vidhānasabha). 70 Abgeordnete des Parlaments werden alle fünf Jahre durch Direktwahl bestimmt. Ein weiterer Abgeordneter wird als Vertreter der anglo-indischen Minderheit vom Gouverneur ernannt. Das Parlament hat seinen Sitz in Dehradun. Uttarakhand stellt fünf Abgeordnete in der Lok Sabha, dem Unterhaus des indischen Parlaments, und drei in der Rajya Sabha, dem indischen Oberhaus.
Der Chief Minister (Regierungschef) Uttarakhands, wird vom Parlament gewählt. An der Spitze des Bundesstaats steht jedoch der vom indischen Präsidenten ernannte Gouverneur (Governor). Seine Hauptaufgaben sind die Ernennung des Chief Ministers und dessen Beauftragung mit der Regierungsbildung.
Höchster Gerichtshof Uttarakhands ist der Uttarakhand High Court mit Sitz in Nainital.

### Parteien
Die stärksten Parteien in Uttarakhand sind der Indische Nationalkongress und die hindunationalistische Bharatiya Janata Party (BJP). Bei der Parlamentswahl 2012 gewann die Kongresspartei 32, die BJP 31 Wahlkreise. Ebenfalls im Parlament vertreten sind drei Abgeordnete der Bahujan Samaj Party (BSP), die ihre Anhängerschaft vor allem unter den Dalits (Kastenlosen) hat, ein Abgeordneter der Regionalpartei Uttarakhand Kranti Dal (UKD) und drei Unabhängige. Der Kongresspartei gelang es nach der Wahl, sich durch die Unterstützung der drei unabhängigen Abgeordneten und des Abgeordneten der Uttarakhand Kranti Dal eine Parlamentsmehrheit zu sichern. Chief Minister wurde danach Harish Rawat von der Kongresspartei. Die Parlamentswahl am 15. Februar 2017 wurde dagegen deutlich von der BJP gewonnen. Seit 18. März 2017 ist Trivendra Singh Rawat (BJP) Chief Minister von Uttarakhand.

## Verwaltungsgliederung

Distrikte Uttarakhands (die Karte gibt die indische Lesart der Grenze zu Tibet wieder – de facto befinden sich einige kleine Grenzregionen unter chinesischer Kontrolle)

Uttarakhand ist in zwei Divisionen und 13 Distrikte unterteilt. Die Division Garhwal umfasst die Distrikte Dehradun, Haridwar, Tehri Garhwal, Uttarkashi, Chamoli, Pauri Garhwal und Rudraprayag, während zur Division Kumaon die Distrikte Almora, Bageshwar, Champawat, Nainital, Pithoragarh und Udham Singh Nagar gehören.
Distrikte Uttarakhands (Daten nach der Volkszählung 2011):
|    | Distrikt          | Verwaltungssitz | Fläche    | Einwohner (2011) | Bev.- dichte |
| -- | ----------------- | --------------- | --------- | ---------------- | ------------ |
| 1  | Uttarkashi        | Uttarkashi      | 8.016 km² | 330.086          | 41 Ew./km²   |
| 2  | Chamoli           | Gopeshwar       | 8.030 km² | 391.605          | 49 Ew./km²   |
| 3  | Rudraprayag       | Rudraprayag     | 1.984 km² | 242.285          | 122 Ew./km²  |
| 4  | Tehri Garhwal     | New Tehri       | 3.642 km² | 618.931          | 170 Ew./km²  |
| 5  | Dehradun          | Dehradun        | 3.088 km² | 1.696.694        | 549 Ew./km²  |
| 6  | Pauri Garhwal     | Pauri           | 5.329 km² | 687.271          | 129 Ew./km²  |
| 7  | Pithoragarh       | Pithoragarh     | 7.090 km² | 483.439          | 68 Ew./km²   |
| 8  | Bageshwar         | Bageshwar       | 2.241 km² | 259.898          | 116 Ew./km²  |
| 9  | Almora            | Almora          | 3.144 km² | 622.506          | 198 Ew./km²  |
| 10 | Champawat         | Champawat       | 1.766 km² | 259.648          | 147 Ew./km²  |
| 11 | Nainital          | Nainital        | 4.251 km² | 954.605          | 225 Ew./km²  |
| 12 | Udham Singh Nagar | Rudrapur        | 2.542 km² | 1.648.902        | 649 Ew./km²  |
| 13 | Haridwar          | Haridwar        | 2.360 km² | 1.890.422        | 801 Ew./km²  |

## Wirtschaft
Die Bevölkerung von Uttarakhand lebt hauptsächlich von der Landwirtschaft. Vor allem in höheren Regionen reichen die Erträge nur für die Deckung des eigenen Bedarfs. Es werden Hirse, Gemüse, Kartoffeln, Äpfel und in niedrigeren Lagen auch Reis angebaut. Eine wichtige Einnahmequelle stellt der Tourismus dar. Vor allem indische Pilger, aber auch westliche Touristen besuchen die heiligen Orte Rishikesh und Haridwar, sowie die als Chota Char Dham bekannten Tempel in Badrinath, Kedarnath, Yamunotri und Gangotri. Von den Briten gegründete Bergorte wie Masuri (Mussoorie) oder Nainital bieten im Sommer reicheren Indern Zuflucht vor der Hitze der Ebene.
Mit einem Wert von 0,662 erreicht Uttarakhand 2015 den 13. Platz unter den 29 Bundesstaaten Indiens im Index der menschlichen Entwicklung.

## Kultur

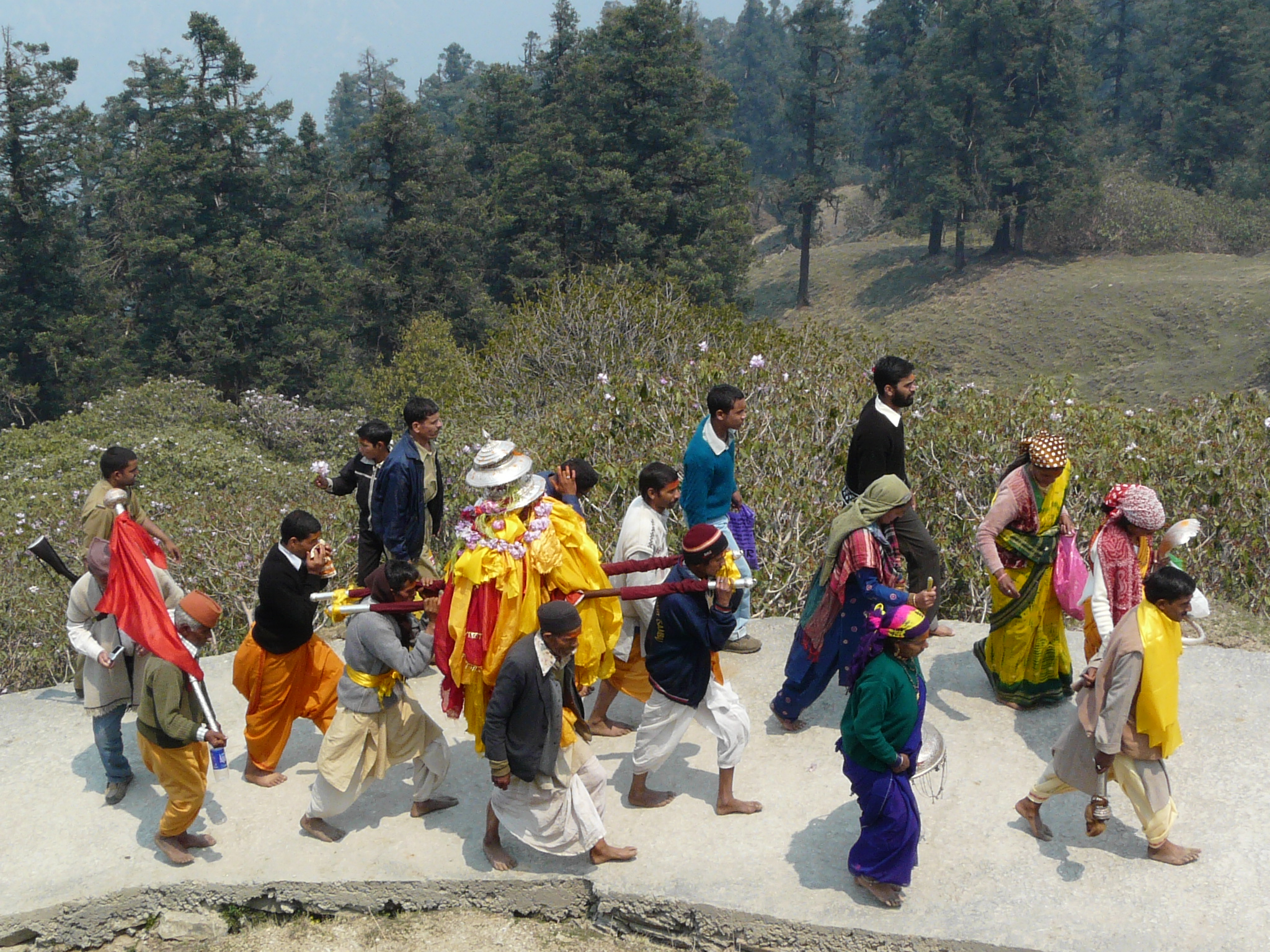
Prozession mit einer Götterfigur, die zum höchstgelegenen Shiva-Tempel in Tungnath auf 3680 Meter Höhe im Distrikt Rudraprayag getragen wird.

Anders als im übrigen Indien bilden in Uttarakhand Brahmanen und Rajputen die oberen Hauptkasten. Der Name der Rajputen-Kaste, die ansonsten Kshatriya genannt werden, verweist auf die historische Verbindung der zu ihr gehörenden Gruppen mit dem westlichen Indien (Rajputana). Nur etwa ein Zehntel so groß wie diese beiden Kasten zusammen ist nach einer Schätzung die Mitgliederzahl der niedrigkastigen Shilpkars, die auch ökonomisch am unteren Rand stehen. Die Shilpkars setzen sich aus mehreren Berufskasten zusammen, die durch ihre Tätigkeiten klar abgegrenzt sind. Während alle gesellschaftlichen Schichten anlässlich von Festveranstaltungen Tänze – meist innerhalb verwandter Kastengruppen – aufführen, gehören die professionellen Instrumentalisten der traditionellen Volksmusik festgelegten Musikerkasten an. Unter ihnen bilden die Bajgis (auch Auji) die größte Gruppe. Die Bajgis sind für die bei zeremoniellen Veranstaltungen im Freien wie private Hochzeiten und öffentliche religiöse Jahresfeste gespielten Musikinstrumente zuständig. Für den Ablauf solcher Veranstaltungen ist stets ein Trommelpaar erforderlich, das aus der großen Fasstrommel dhol und der kleinen Kesseltrommel damau besteht. Als Melodieinstrumente kommen bei dörflichen Hochzeiten üblicherweise zwei Sackpfeifen mashak hinzu. An deren Stelle oder ergänzend werden gelegentlich eher zur städtischen Unterhaltungsmusik gehörende Blechmusikkapellen engagiert. Eine zeremonielle Funktion, auch bei religiösen Ritualen, haben die gebogene Naturtrompete ranshringa und manchmal die gerade Langtrompete bhankora.
Eine zweite, kleinere und in ihrer Bedeutung zurückgehende Musikerkaste bilden die Beda (auch Baddi). Ihre Mitglieder haben sich auf die traditionelle Unterhaltungsmusik spezialisiert, die hauptsächlich auf den kleineren Fasstrommeln dholak (oder dholki) und dem indischen Harmonium gespielt wird. Beda betätigen sich darüber hinaus als Akrobaten und sonstige Unterhalter. Bei einem auf ein religiöses Opferritual zurückgehenden dramatischen Ereignis zu Ehren der Göttin Devi lässt sich ein Beda an einem langen Seil von einem Hügel in eine Schlucht gleiten.
Daneben gibt es professionelle Musiker, die keiner bestimmten Musikerkaste angehören, aber bei Zeremonien in geschlossenen Räumen (Privathäusern) auftreten. Typisch für die Region sind Besessenheitszeremonien (jagar), bei denen eine Gottheit angerufen wird, um vorübergehend von einer in der Mitte der Anwesenden tanzenden Person Besitz zu ergreifen. Der Leiter der Zeremonie rezitiert heilige Texte und spielt zugleich die Sanduhrtrommel daunr oder die ähnliche Trommel hurka, sein Begleiter schlägt dazu den Messingteller thali.
Weitere Musikinstrumente, die in der nordindischen Volksmusik verbreitet sind und in den Regionalstilen von Uttarakhand verwendet werden, sind die Rahmentrommel mit Schellenkranz khanjari, die große Kesseltrommel nagara (nageri, vgl. nagra), das Schneckenhorn, die Doppelblasinstrumente pungi und algoja, die Saiteninstrumente ektara und sarangi sowie als Schlagidiophone kartal und chimta.
Zur reichen, mündlich und schriftlich überlieferten Volksliteratur gehören vor allem Adaptionen des auf Sanskrit verfassten Epos Mahabharata und Erzählungen über hinduistische Götter wie Nirankar, eine regionale Erscheinungsform von Shiva. Pandavalila ist ein Theaterspiel, das an großen Jahresfesten auf einem freien Platz (mandap) stattfindet, bei dem eine Episode aus dem im Mahabharata geschilderten Kampf zwischen den fünf Pandava-Brüdern und den gegnerischen Kauravas inszeniert wird. Andere Volkstheaterstücke sind Ramlila, Krishnalila (über den jugendlichen Krishna), Satya Harishchandra (über den mythischen König Harishchandra), Bhakta Prahalad (über den Dämon Prahlada), die häufig in den Genres Nautanki und Swang dargeboten werden. Pattar ist ein Spiel mit Tänzen, Liedern, Musik und maskierten Darstellern.
Die traditionellen Gesangsformen werden in lange epische Balladen (gatha) und kürzere Volkslieder (lok-git) eingeteilt. Pawada (in Maharashtra powada) sind Heldenlieder, die von der Tapferkeit und dem Kampfesmut früherer Könige handeln.
Der bekannteste Popularmusiksänger aus der Region Garhwal ist Narendra Singh Negi (* 1949). Als Theaterleiter, Komponist und Volksliedsänger war Mohan Upreti (1928–1997) aus Kumaon bekannt. Weitere populäre Sänger aus Uttarakhand sind Chander Singh Rahi (1942–2016), die jagar-Sängerin Basanti Devi Bisht (* 1953) und Heera Singh Rana.

## Immaterielles Kulturerbe der Menschheit

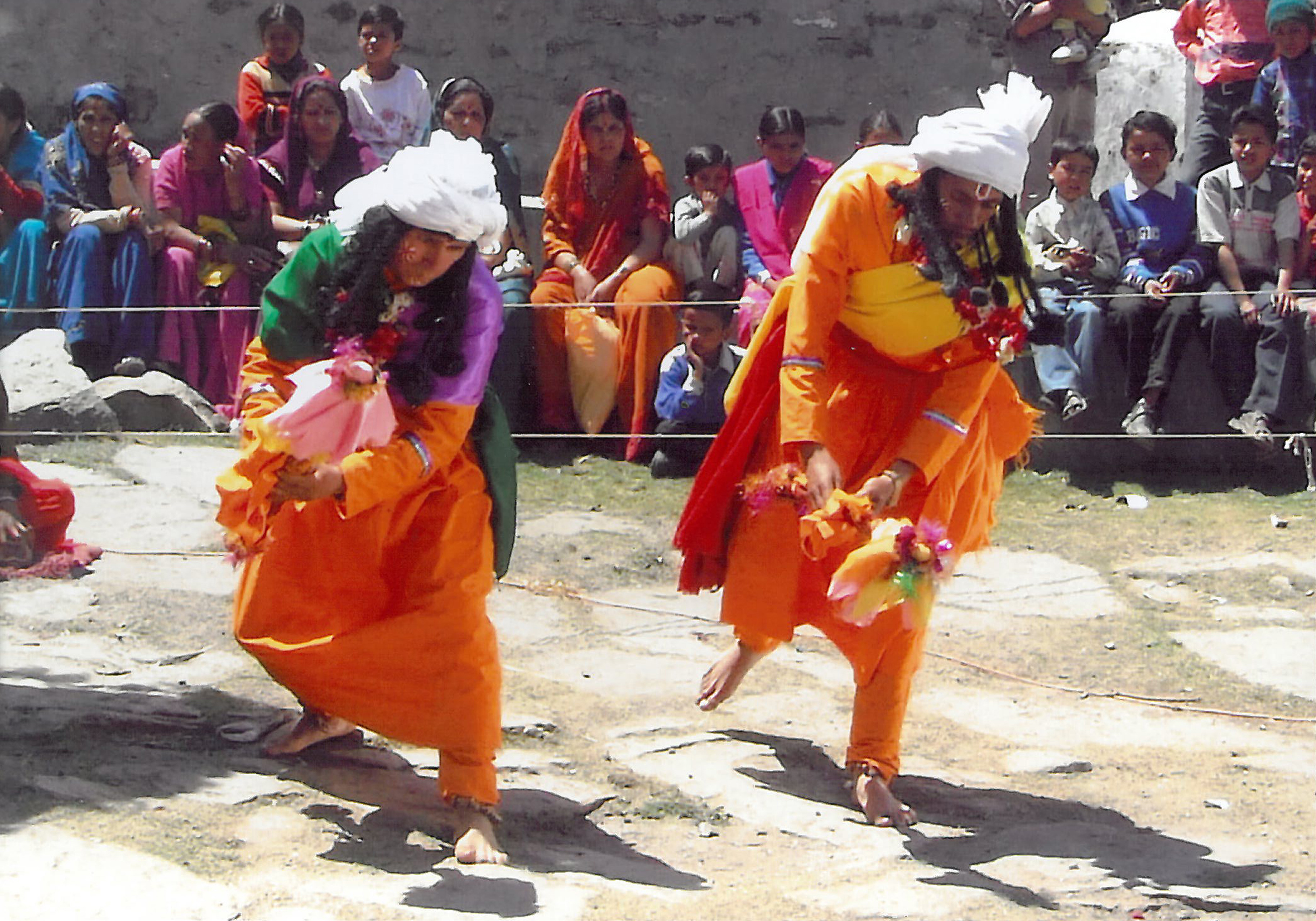
Aufführung beim Ramman

Einige der Traditionen aus Uttarakhand haben internationale Würdigung in der UNESCO-Liste des immateriellen Kulturerbes der Menschheit gefunden:
- Kumbh Mela, „Fest des Kruges“, in Haridwar (im Wechsel)[20]
- Ramlila, episches Theater, unter anderem in Ramnagar und Almora[21]
- Ramman, ein religiöses Fest und rituelles Theater in Saloor-Dungra nahe Garhwal[22]

Mit einer Mischung von Theater, Musik, historischen Nachstellungen und Erzählungen werden zwei Götter geehrt: Bhumiyal Devta, eine Schutzgöttin, und Narasimha („Menschlöwe“), der als maskierte Gestalt an den stark ritualisierten Feierlichkeiten teilnimmt.